# باغ امید وار
باغ امید وار مربوط به دوره پهلوی اول است و در شهرستان ابرکوه، بخش بهمن، دهستان اسفندار، روستای اسفند آباد واقع شده و این اثر در تاریخ ۱۸ آذر ۱۳۸۷ با شمارهٔ ثبت ۲۳۸۸۹ به‌عنوان یکی از آثار ملی ایران به ثبت رسیده است.